# Cizeta Moroder V-16

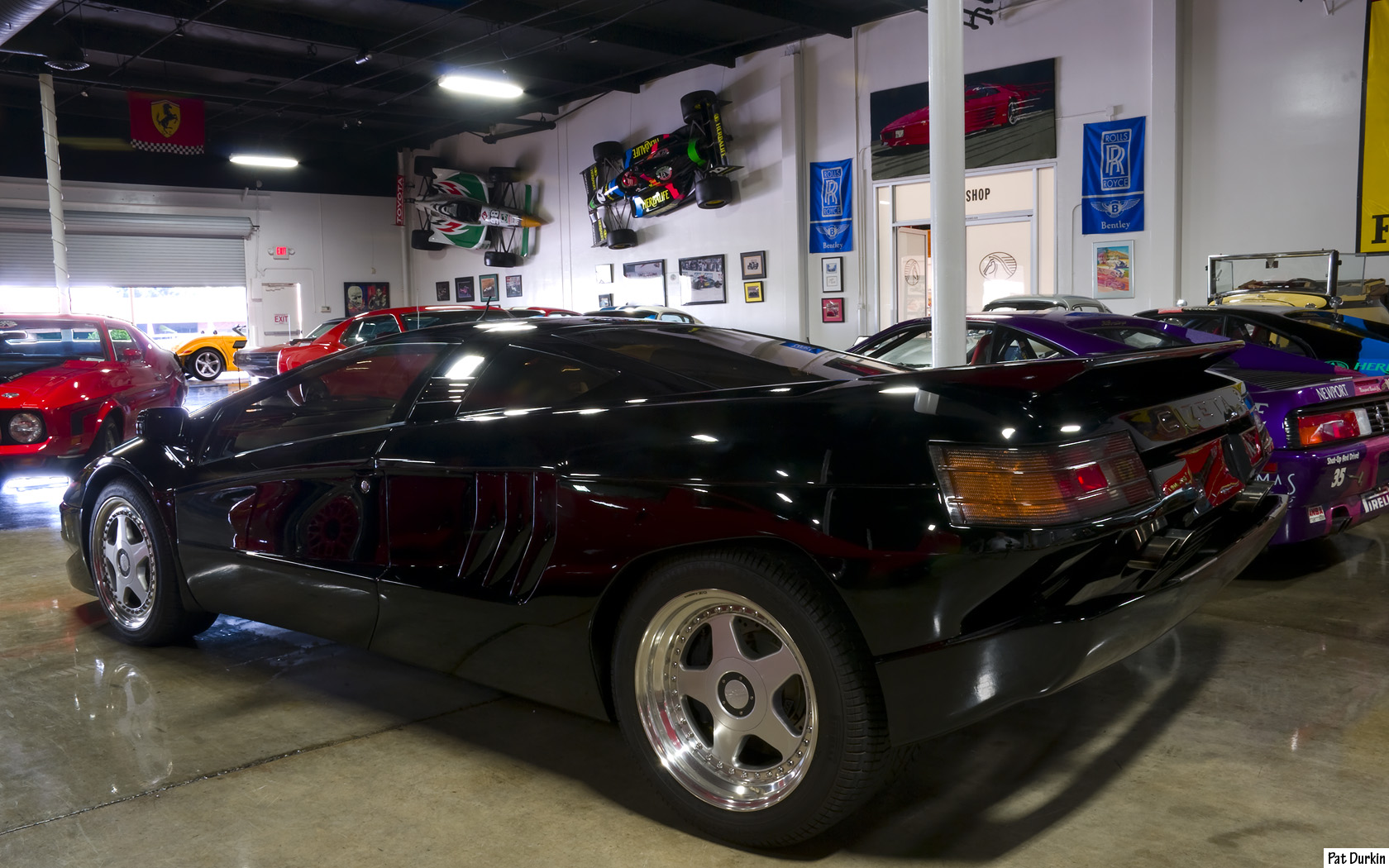
Tył pojazdu

Cizeta Moroder V16T – supersamochód skonstruowany i wyprodukowany przez Claudio Zampoliego i Marcello Gandiniego. Moroder V16T posiada benzynowy silnik 6.0 64v V16 z wtryskiem wielopunktowym. Mimo wysokiej ceny 3,6 mln franków francuskich w 1992 auto znalazło aż 10 nabywców, później jednak produkcja spadała, by stanąć ostatecznie w 1995 roku. Jest ona jednym z bardzo niewielu samochodów, w którym zamontowano silnik V16, i prawdopodobnie jedynym, w którym tego typu silnik zamontowany jest w układzie poprzecznym. Projekt nadwozia został opracowany przez Marcello Gandiniego. Produkcja trwała od 1991 roku do 1995. Rok później w 1995 roku zamknięto firmę i ogłoszono upadłość. 

## Historia
Moroder został zaprojektowany przez Marcello Gandiniego dla Lamborghini jako następca modelu Countach. Jednak Chrysler, do którego należało wówczas Lamborghini nie zaaprobował futurystycznego kształtu nadwozia, a Gandini powrócił do deski kreślarskiej. Jednak wkrótce samochodem zainteresował się włoski przedsiębiorca Claudio Zampoli. Pod maską zamontował potężny silnik w układzie V16 i tak właśnie powstała Cizeta Moroder. Samochody były produkowane ręcznie, w niewielkiej manufakturze koło Modeny, zatem w niewielkiej odległości od fabryki Ferrari i Lamborghini.

## Silnik Moroder V16T
Tak naprawdę nie był to oryginalny silnik V16, a połączone dwie jednostki Lamborghini V8. Jednak samochód figuruje jako pierwszy z tego rodzaju silnikiem w powojennej historii motoryzacji. Silnik został wykonany całkowicie w technice 4-zaworowej z 5995 cm³ uzyskiwał moc max. 399 kW (540 KM) przy 8000 obr./min, a moment obrotowy 540 Nm przy 6000 obr./min.

## Osiągi
Mimo znacznej masy 1600 kg samochód charakteryzuje się bardzo dobrymi osiągami. Co prawda w połowie lat 90. nie imponował już prędkością maksymalną i przyśpieszeniem od 0-100 km/h ale jego osiągi nadal pozostawały na poziomie Lamborghini Diablo.

## Dane techniczne

### Silnik
- V16 6,0 l (5995 cm³), 4 zawory na cylinder, DOHC
- Układ zasilania: wtrysk Bosch K-Jetronic
- Średnica cylindra × skok tłoka: 86,00 mm × 64,50 mm
- Stopień sprężania: 9,3:1
- Moc maksymalna: 548 KM (403 kW) przy 8000 obr/min
- Maksymalny moment obrotowy: 542 N•m przy 6000 obr/min

### Osiągi
- Przyspieszenie 0-100 km/h: 4,5 s
- Prędkość maksymalna: 328 km/h